# Église Saint-Cyr-et-Sainte-Julitte des Sièges
Pour les articles homonymes, voir église Saint-Cyr-et-Sainte-Julitte.
L'église Saint-Cyr-et-Sainte-Julitte est une église située aux Sièges, en France.

## Localisation
L'église est située dans le département français de l'Yonne, sur la commune des Sièges.

## Historique
L'édifice est inscrit au titre des monuments historiques en 1980.